# Gieorgij Radkiewicz-Szulc
Gieorgij Nikołajewicz Radkiewicz-Szulc, ros. Георгий Николаевич Радкевич-Шульц (ur. w 1898 r. w Sankt Petersburgu, zm. 6 lipca 1928 r. w Moskwie) – rosyjski wojskowy (kapitan), emigracyjny działacz wojskowy, bojownik antysowiecki.

## Życiorys
Ukończył 1 gimnazjum w Sankt Petersburgu, zaś w 1917 Korpus Paziów. Służył w stopniu porucznika w lejbgwardii Pułku Jegierskiego. 
Jesienią 1918 uczestniczył w powstaniu antybolszewickim i próbie przejęcia statków flotylli rzecznej (Seligerflot). Od grudnia tego roku działał w nielegalnej organizacji monarchistycznej w Piotrogradzie. Na początku 1919 r. został aresztowany przez bolszewików, ale udało mu się zbiec do Finlandii. Latem 1919 r. powrócił do Rosji, wstępując do Armii Północno-Zachodniej gen. Nikołaja N. Judenicza. Od grudnia tego roku w stopniu sztabskapitana służył w 8 Siemionowskim Pułku Piechoty. 
Po klęsce wojsk Białych przedostał się przez Finlandię na Krym, gdzie wstąpił do Armii Rosyjskiej gen. Piotra N. Wrangla. W połowie października 1920 r. wraz z wojskami Białych został ewakuowany do Gallipoli. Na emigracji zamieszkał w Królestwie SHS. Wchodził formalnie w stopniu kapitana w skład Oddziału Gwardyjskiego. Wszedł w skład Rosyjskiego Związku Ogólnowojskowego (ROWS). W latach 1924–1925 kilkakrotnie był wysyłany nielegalnie do ZSRR. W lipcu 1927 r. stanął na czele grupy bojowej ROWS, która – po przejściu granicy z ZSRR – przeprowadziła 8 lipca 1928 r. nieudany zamach na gmach OGPU w Moskwie. Otoczony przez czekistów, popełnił samobójstwo.